# 鈴木弘治 (実業家)
鈴木 弘治（すずき こうじ、1945年6月19日 - 2024年4月16日）は、日本の経営者。高島屋会長、取締役特別顧問を歴任。

## 来歴・人物
神奈川県鎌倉市出身。1968年に慶應義塾大学経済学部を卒業し、同年に髙島屋に入社。1995年5月に取締役に就任し、専務を経て、2001年3月に副社長に就任し、2003年3月には社長に昇格した。2014年2月には会長に就任。2024年3月1日、取締役特別顧問に就任。
2024年4月16日午前10時53分、心不全のため神奈川県鎌倉市内の自宅で死去。78歳没。